# Station d'altitude de Wintzenheim-Hohlandsberg
La station d'altitude de Wintzenheim-Hohlandsberg est une implantation ayant occupé à l’époque du Bronze final le sommet du Hohlandsberg, une position dominant la plaine d’Alsace au-dessus des communes actuelles de Wintzenheim et Colmar. Constitué d’un ensemble de terrasses surplombées par une acropole, le site a probablement eu une fonction essentiellement économique, tournée vers l’élevage, plutôt que défensive, en dépit de la présence d’une enceinte. Découvert en 1965, le site a fait l’objet de plusieurs fouilles par la suite, mais la construction du château du Hohlandsbourg au XIIIe siècle a altéré son point culminant, tandis qu’une partie a également été détruite par les aménagements touristiques des années 1990.

## Contexte historique et géographique
Le site se trouve à environ 6,8 km de la ville de Colmar, dans le département du Haut-Rhin. Il est implanté à 640 m d’altitude sur la montagne du Hohlandsberg, qui se trouve sur la crête d’une excroissance des Vosges formant un écran entre la plaine d’Alsace et la vallée de Munster. Cette position lui procure certains avantages : il offre en effet une vue dégagée dans presque toutes les directions et se trouve à l’intersection des axes de communication Nord-Sud, le long du piémont vosgien, et Est-Ouest, des débouchés de la Forêt-Noire à hauteur de Fribourg-en-Brisgau aux passages vers la Lorraine par la vallée de Munster. La présence de gisements de cuivre dans celle-ci aurait également pu contribuer à l’intérêt d’en contrôler l’entrée,.
Le sommet présente une forme aplatie, qui est en partie naturelle, mais également due aux aménagements successifs de l’âge du bronze et du Moyen Âge. En effet, le site protohistorique, abandonné à la fin du bronze final, a été en partie réoccupé à partir du XIIIe siècle par le château du Hohlandsbourg. Ce chantier et ceux des extensions ultérieures ont entraîné le nivellement d’un large espace au point le plus élevé du site et le creusement de la zone périphérique pour les fossés. La nature exacte de ce nivellement n’est toutefois pas bien déterminée : alors que pour Charles Bonnet il aurait été de grande ampleur et aurait raboté un massif rocheux de grande dimension ayant occupé le plateau, Jean-Jacques Wolf et Bénédicte Viroulet pensent qu’il n’aurait été que limité, la base des courtines du château médiéval suivant alors le socle rocheux originel,.
Dans tous les cas, ce travail de nivellement a entraîné la destruction des niveaux protohistoriques sur l’emprise du château, mais aussi l'enfouissement des niveaux situés en contrebas au Nord-Est, où ils ont été ensevelis sous les débris liés à la construction du château.

## Découverte et fouilles archéologiques
Si les ruines du château indiquent de manière visible une présence médiévale, le site protohistorique est longtemps resté inconnu. La découverte de nombreux tessons de céramique antérieurs au Moyen Âge lors de la réfection du chemin d’accès au château en 1965 conduit à une prospection plus attentive du site. Celle-ci révèle la présence de terrasses non naturelles à l’emplacement desquelles les tessons sont nombreux et affleurent directement sous la couche superficielle du sol.
À partir de là, plusieurs campagnes de fouilles ont lieu à différents endroits du site. Les premières ont lieu entre 1966 et 1968 sur les terrasses déjà repérées à l’ouest du château médiéval et permettent d’identifier un four et une maison de potier. Elles se poursuivent entre 1969 et 1971 à l’autre extrémité du site, en contrebas de l’emplacement du parking supérieur du site touristique, à proximité de la source dite Linsenbrunnen, où une terrasse et des tessons avaient également été repérés lors de la prospection. Ces fouilles ont mis au jour une zone d’habitat et ce qui semble être un quartier commercial.
Entre 1971 et 1975, les fouilles remontent au-dessus de la route à l’ouest du Linsenbrunnen. Une première zone, appelée Amont-Route I se trouve directement à l’ouest du parking et se prolonge vers le nord-ouest avec la seconde zone, dite Amont-Route II. Les recherches à cet emplacement révèlent notamment la présence d’une grande maison, mais les résultats restent dans l’ensemble difficilement exploitables en raison de l’entremêlement de plusieurs habitats,.
L’opération suivante se déroule à hauteur d’Amont-Route I et II, mais cette fois en-dessous de la route, au nord-ouest de Linsenbrunnen I. À la suite de la réalisation d’une ligne de sondage le long de la pente, les deux les plus intéressants sont étendus en 1976-1977 et nommés Linsenbrunnen II et III. La surface couverte par ces sondages se révélant trop faible, des fouilles plus importantes ont lieu sur Linsenbrunnen II de 1980 à 1983, puis sur Linsenbrunnen III à partir de 1984. Ces fouilles apportent de nombreux éléments sur la méthode de construction des maisons et sur le mode de vie des habitants de l’agglomération, confortant l’hypothèse d’une vocation essentiellement agraire du site.

## Description

### Disposition générale
L’établissement protohistorique occupe une surface estimée à huit hectares sur le sommet et la pente Nord-Est du Hohlandsberg. Il s’étage ainsi sur cette pente en plusieurs terrasses étayées par des murets et échelonnées entre 535 et 640 m d’altitude. L’espace occupé est entouré par une enceinte en bloc de granite formant un enclos, à l’intérieur duquel le plateau sommital est lui-même séparé du secteur des terrasses par un mur. Le sommet ainsi totalement enclos aurait pu être une acropole dominant le reste du site, la fonction de ce dernier restant toutefois à déterminer.

### Aire du potier
Un atelier de potier se trouve sur la partie sommitale, à l’ouest du château médiéval. Il est constitué d’un four et d’une structure, identifiée comme étant un appentis pour stocker le bois, tandis qu’à une dizaine de mètres au sud se trouve une maison d’habitation, probablement celle du potier lui-même.
Le foyer du four est une structure rectangulaire terminée par une abside semi-circulaire pointant presque parfaitement vers le sud. Il a été construit à l’aide de grands blocs empilés de manière à former une voûte en encorbellement ; les interstices ont ensuite été bouchés avec de l’argile et l’ensemble recouvert d’une épaisse couche de terre. Sa paroi orientale est percée de deux conduits de chaleur dirigeant celle-ci sous la sole de cuisson, une dalle d’argile perforée, au-dessus de laquelle se trouve la cheminée.
La zone autour du four à livré plusieurs dizaines de milliers de tessons de céramique, avec une densité moyenne supérieure à mille tessons par mètre carré. Les déformations et brûlures présentes sur la plupart de ces tessons indiquent qu’il s’agit de déchets de production. Ces éléments permettent de reconstituer la production du potier. La majeure partie est constituée de pots et de vases caractéristiques du groupe Rhin-Suisse de la culture des champs d'urnes, avec des formes en usage principalement au bronze final II, bien qu’il y ait également quelques éléments plus proches de la production du bronze final III. Cela permet de situer l’activité de l’atelier à la fin du bronze final vers 1000-950 avant notre ère.